# Intermundia
enumerare aetas animantum non queat omnis,

vis‹que› eadem ‹et› natura manet quae semina rerum

conicere in loca quaeque queat simili ratione

atque huc sunt coniecta, necesse est confiteare

esse alios aliis terrarum in partibus orbis

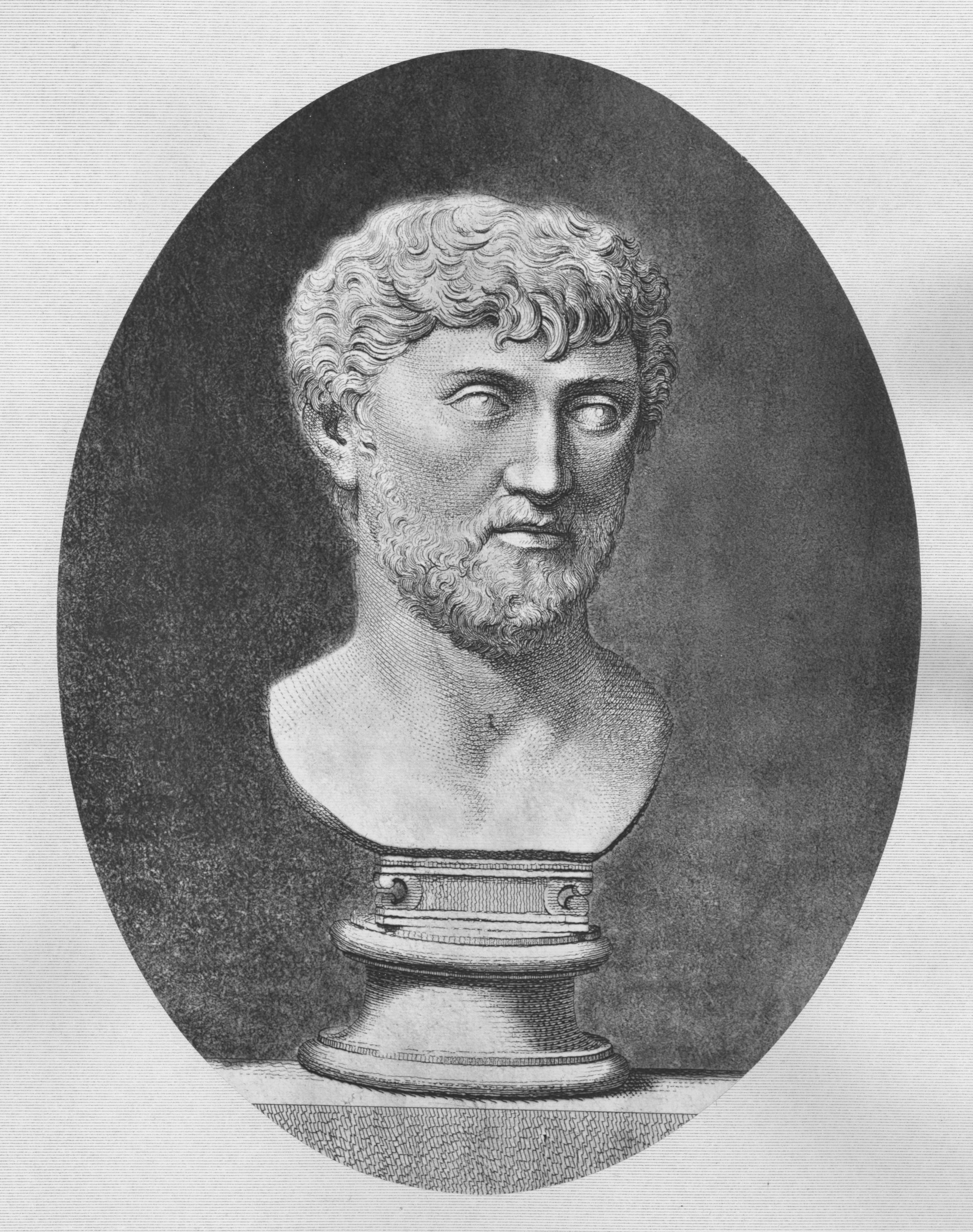
Tito Lucrezio Caro, uno dei maggiori esponenti dell'epicureismo in epoca romana.

che un'intera età dei viventi non basterebbe a contarli,

e persiste la medesima forza e natura che possa

congiungere gli atomi dovunque nella stessa maniera

in cui si congiunsero qui, è necessario per te riconoscere

che esistono altrove nel vuoto altri globi terrestri

e diverse razze di uomini e specie di fiere»
(Tito Lucrezio Caro,De rerum natura', Libro II, vv. 1070-1076)
Gli intermundia (in greco antico: μετακόσμια?, metakósmia, in latino intermundia, letteralmente "fra i mondi"), nella filosofia epicurea, si identificano cólli spazi interstiziali, presenti fra gli infiniti mondi, dove abitano eternamente gli dei nel loro stato di atarassia e aponia. Questo stato li porta a non interessarsi in nessun modo dell'andamento delle cose terrene, ciò implica una mancanza di provvidenza divina per indicare la quale fu coniato e usato il termine apronoesia.